# Atletica leggera ai Giochi della XXI Olimpiade - Lancio del martello
Il lancio del martello ha fatto parte del programma maschile di atletica leggera ai Giochi della XXI Olimpiade. La competizione si è svolta nei giorni 26 e 28 luglio 1976 allo Stadio Olimpico (Montréal).

## Presenze ed assenze dei campioni in carica
| Competizione      | Atleta              | Prestazione | Montréal 1976 |
| ----------------- | ------------------- | ----------- | ------------- |
| Monaco 1972       | Anatolij Bondarčuk  | 75,50 m     | Presente      |
| Commonwealth 1974 | Ian Chipchase       | 69,56 m     | Non selez.    |
| Europei 1974      | Aleksej Spiridonov  | 74,20 m     | Presente      |
| Asiatici 1974     | Shigenobu Murofushi | 66,54 m     | Presente      |
| Panamericani 1975 | Larry Hart          | 66,56 m     | Presente      |

Il capolista stagionale è il sovietico Jurij Sedych con 78,86 m. Il primatista mondiale è il tedesco Ovest Walter Schmidt (79,30 m nel 1975). Entrambi partecipano ai Giochi.

## Turno eliminatorio
Qualificazione69,00 m
Dieci atleti ottengono la misura richiesta. Ad essi vanno aggiunti i lanci dei primi due degli esclusi, fino a 68,72 m.

La miglior prestazione appartiene a Karl-Hans Riehm (Germania Ovest), con 74,46 m.

## Finale
Al primo lancio i sovietici sono già in testa alla classifica. La gara per le medaglie è riservata a loro tre. Al secondo turno il giovane talento Jurij Sedych scaglia l'attrezzo a 77,52, superando il "maestro" Bondarčuk (75,48) e stabilendo il nuovo record olimpico. Il campione olimpico in carica non riesce a fare meglio e si fa poi superare dall'altro connazionale, Spiridonov, che all'ultimo lancio supera i 76 metri.

Giunge solo quinto il primatista mondiale Walter Schmidt con 74,72 (ottenuto alla seconda e alla quinta prova).
| Pos | Paese            | Atleta             | Misura  |
| --- | ---------------- | ------------------ | ------- |
|     | Unione Sovietica | Jurij Sedych       | 77,52 m |
|     | Unione Sovietica | Alexei Spiridonov  | 76,08 m |
|     | Unione Sovietica | Anatolij Bondarčuk | 75,48 m |